# أحزان البنت مياسة (قصص قصيرة)
أحزان البنت مياسة قصة قصيرة يمنية من تأليف زيد مطيع دماج صدرت في 1990.

## القصص
من مجموعة أحزان البنت مياسة:
1. قف على جنب.
2. رجل على الرصيف.
3. الذي أضاع أمه.
4. أحزان البنت مياسة.
5. حكاية اللقية.
6. الناسك.
7. ليلة.
8. الغجرية.
9. المرأة والكلب وأنا .